# George Gosse
George Gosse (16 de Fevereiro de 1912 – 31 de Dezembro de 1964) foi um militar australiano condecorado com a Cruz de Jorge, a maior condecoração por heroísmo ou coragem, não em face do inimigo, que poderia ser concedido a um membro da forças armadas australianas na época. Gosse serviu na Marinha Real Australiana (RAN) entre 1926 e 1933, alcançando o posto de subtenente e recebendo treino, instrução e experiência com a Marinha Real Britânica.
Em 1940, ingressou na Reserva Voluntária da Marinha Real Australiana (RANVR) para servir na Segunda Guerra Mundial. Rapidamente enviado para o Reino Unido, serviu em vários estabelecimentos em terra antes de ser enviado para a Índia britânica como especialista em remoção de minas navais. Ele regressou ao Reino Unido no final de 1944 e, em Abril de 1945, assumiu o comando de um grupo naval responsável pela remoção de minas no recém-capturado porto de Bremen, na Alemanha. Gosse demonstrou uma coragem excepcional ao desarmar três minas em condições muito difíceis entre 8 e 19 de Maio de 1945, o que resultou na condecoração com a Cruz de Jorge.
Gosse continuou a servir no RANVR após a guerra, alcançando o posto de tenente-comandante antes de se aposentar em 1958, tendo falecido devido a um problema cardíaco em 1964. O seu conjunto de medalhas é exibido no Hall of Valor no Memorial de Guerra Australiano.

## Início da vida e carreira
George Gosse nasceu no dia 16 de Fevereiro de 1912 em Harvey, Austrália Ocidental, o filho mais velho de William Hay Gosse, um fazendeiro, e da sua esposa Muriel, nascida Davidson. Ele era neto do explorador William Gosse e sobrinho do empresário Sir James Hay Gosse. O seu pai serviu no 2.º contingente dos Atiradores Montados da Austrália do Sul na Segunda Guerra dos Bôeres na África do Sul e ingressou no Exército Britânico como oficial de artilharia na Primeira Guerra Mundial; foi condecorado com a Cruz Militar por bravura e foi morto em acção em 1918. Muriel faleceu em 1920; então, George e a sua irmã mais nova ficaram sob os cuidados da sua avó paterna.
Gosse estudou no Colégio de São Pedro, Adelaide, Austrália do Sul, de 1920 a 1925, e ingressou no Real Colégio Naval Australiano (Colégio RAN) em Jervis Bay em 1926, aos 13 anos. De acordo com um membro da família, ele era "tão parecido com o pai, alegre, irresponsável, destemido e gregário". Enquanto estava no Colégio RAN, destacou-se no hóquei em campo e, após a formatura em 1930, recebeu o prémio de teoria da engenharia. A partir de Janeiro de 1930, serviu a bordo de ambos os cruzadores pesados da Classe County, primeiro no HMAS Australia e depois no HMAS Canberra. Foi promovido a Aspirante em Maio daquele ano. Em Julho de 1931, partiu para o Reino Unido para treino adicional na Marinha Real Britânica.
A sua primeira designação foi para a Frota do Mediterrâneo, a bordo do encouraçado super-dreadnought HMS Ramillies da classe Revenge. Ele também participou num curso aéreo no porta-aviões da HMS Glorious da classe Courageous, e estava familiarizado com o emprego de contratorpedeiros durante uma passagem a bordo do HMS Worcester. Em Setembro de 1932, foi promovido a subtenente interino, e ingressou no Real Colégio Naval, em Greenwich. As tentações sociais e desportivas de Londres eram fortes, e os estudos de Gosse sofreram com isso. Depois de ser reprovado no exame para tenente, voltou para a Austrália e a sua carreira naval terminou a 30 de Outubro de 1933. Gosse então trabalhou em biscates por alguns anos e, a 1 de Outubro de 1938, casou-se com Diana Skottowe na capela da sua antiga escola. O casal teve duas filhas.

## Segunda Guerra Mundial
No dia 1 de Setembro de 1939, dia em que a Segunda Guerra Mundial começou, Gosse tentou juntar-se à RAN, mas foi rejeitado. Gosse conseguiu então alistar-se como marinheiro comum na Reserva Voluntária da Marinha Real Australiana no dia 21 de Outubro de 1940. Inicialmente passou por treino nos estabelecimentos costeiros dos HMAS Torrens e HMAS Cerberus, antes de embarcar para o Reino Unido em Dezembro. Depois de servir no estabelecimento do HMS Collingwood, em Abril de 1941, foi comissionado como subtenente enquanto destacado para o estabelecimento do HMS King Alfred. Em seguida, serviu no HMS President, e depoi em Dezembro daquele ano foi transferido para o estabelecimento da Marinha Real Indiana do HMIS Hooghly em Calcutá, na Índia britânica, como oficial de desativação de minas navais. Em Fevereiro de 1942 foi promovido a tenente provisório. Em Agosto, foi transferido para o estabelecimento do HMS Lanka. Isso foi seguido por uma postagem no estabelecimento do HMS Braganza em Bombaim em Outubro de 1942. Embora o seu relatório anual de 1940 o tenha descrito como "abaixo da média, para quem era duvidoso que um nicho pudesse ser encontrado", dois anos depois o seu relatório indicava que ele era confiável e perspicaz e exibia engenhosidade. Diante das dificuldades, mostrava-se sempre alegre, e era "uma personagem ousada" que se interessava muito pelas minas.

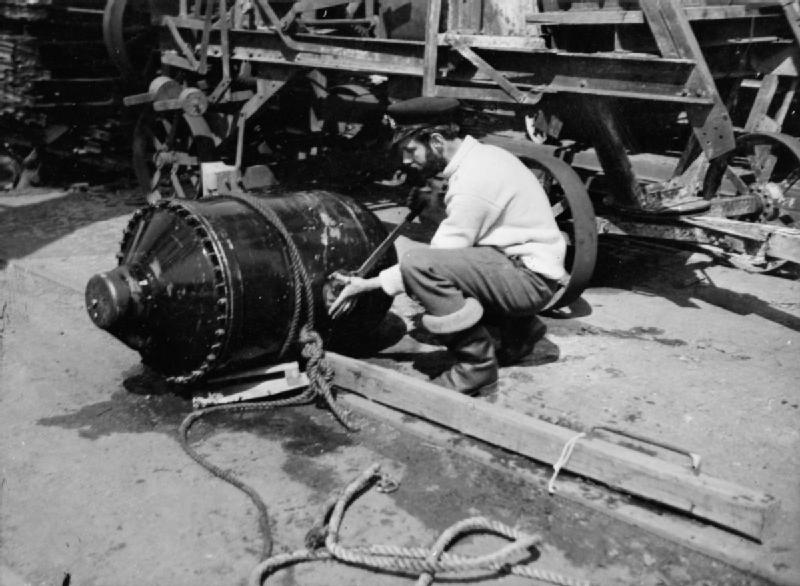
George Gosse desarma uma mina alemã em Bremen

Transferido de volta para o Reino Unido em Novembro de 1944, Gosse foi destacado para o estabelecimento do HMS Vernon em Brixham, Devon, que era a base europeia de mergulho de desactivação para a Marinha Real. As equipas de mergulho de desactivação foram responsáveis pela remoção de minas navais das águas britânicas e das águas dos portos capturados no continente europeu.  Ele trouxe uma mina japonesa com ele para o Reino Unido, pois considerou que seria útil no HMS Vernon. De acordo com a sua entrada no Australian Dictionary of Biography, ele era uma pessoa que "seguia as suas próprias regras" nesse período, mas era fascinado por dispositivos mecânicos e exibia inventividade. Em Janeiro de 1945 qualificou-se como mergulhador de águas rasas.
Após a captura de Bremen, Alemanha, em Abril, Gosse liderou o Naval Party 1571 ao porto para limpar as minas colocadas pelos alemães em retirada no Überseehafen.   Antes de ser enviado para Bremen, Gosse interrogou um prisioneiro de guerra alemão (POW) que esteve envolvido na demolição de Überseehafen e das suas instalações, que descreveu uma mina conhecida como "Oyster", que era "impossível de varrer e nunca poderia ser tornada seguro". Depois de chegar em Bremen, Gosse arriscou a sua vida várias vezes ao desarmar minas. Quando os seus mergulhadores relataram o avistamento do que parecia ser uma nova forma de mina, no dia 8 de Maio Gosse mergulhou e verificou que era uma "mina tipo D com acessórios adicionais", a mina "Oyster" descrita pelo prisioneiro de guerra alemão. Esta mina era operada por pressão e o seu dispositivo de detonação incluía elementos magnéticos e acústicos. Por volta das 18h do dia seguinte, Gosse examinou a mina pelo tacto, pois a visibilidade era tão má que a sua tocha à prova de água não servia. Para manter a sua profundidade, ele teve que se amarrar à corda da bóia de marcação da mina. Usando ferramentas que ele havia improvisado, Gosse interrompeu o dispositivo de detonação, removendo a ignição inicial e a ignição, que teve que ser extraída por cerca de 460 milímetros para baixo num tubo de 51 milímetros. Tendo tornado a mina segura, Gosse estava a soltar a sua corda quando houve uma pequena explosão. O exame posterior da mina mostrou que a água havia entrado no tubo e acionado um gatilho de pressão de água definido para disparar o detonador na eventualidade de a mina ser levantada. Gosse desarmou pessoalmente mais duas minas "Oyster" em Bremen entre 9 e 19 de Maio e, em ambos os casos, o detonador disparou antes que a mina atingisse a superfície. Outro oficial do Naval Party 1571 disse mais tarde que "se Gosse não tivesse encontrado uma resposta para o "Oyster", o porto de Bremen teria permanecido inutilizável".
Ele foi promovido a tenente-comandante interino a 30 de Setembro de 1945 e desmobilizado a 20 de Março de 1946. Pelo seu serviço na Segunda Guerra Mundial, Gosse recebeu a Estrela de 1939–1945, a Estrela da Birmânia, a Estrela da França e da Alemanha, a Medalha de Defesa, a Medalha de Guerra de 1939–1945 e a Medalha de Serviço da Austrália de 1939–1945.

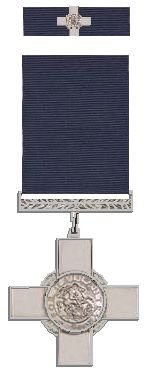
A Cruz de Jorge

No dia 26 de Abril de 1946, a condecoração de Gosse foi promulgada no The London Gazette. A citação dizia:

Em 8 de Maio de 1945, mergulhadores em busca do Ubersee Hafen relataram a presença de uma mina que, de acordo com a sua descrição, parecia ser de um tipo totalmente novo. O tenente Gosse imediatamente mergulhou e verificou o facto de que era um tipo de pressão G.D. que era comummente conhecido como "Oyster". Como era muito necessário que este tipo de mina fosse recuperada intacta, decidiu-se tentar tornar a mina segura debaixo d'água e no dia seguinte, 9 de Maio, o tenente Gosse mergulhou novamente. Usando ferramentas improvisadas, ele finalmente conseguiu remover o gatilho, o que foi seguido por um forte estrondo metálico. A mina acabou por ser levantada no cais quando foi descoberto que o detonador havia disparado imediatamente [após] a remoção do gatilho. Durante os dez dias subsequentes, o tenente Gosse tornou seguro dois tipos semelhantes de minas que estavam próximas ao navio e, em cada caso, o detonador disparou antes que a mina atingisse a superfície.
Essa forma de operação exigia um padrão excepcionalmente alto de coragem pessoal e também um alto grau de habilidade. As condições foram sempre árduas e conjugadas com a presença de conhecidas minas nas docas e com todas as formas de obstrução subaquática – cadáveres humanos – que aliadas à falta de visibilidade produziam um conjunto de condições que deteriam os mais ousados.

Este oficial demonstrou coragem e zelo muito além do curso normal do dever e contribuiu muito para o sucesso de uma operação muito difícil e importante.
Três dias após a promulgação da sua condecoração, Gosse foi visitado em casa por um jornalista do jornal diário The Advertiser e ficou surpreso ao saber que receberia uma condecoração por fazer algo de que tanto gostava. Ele brincou com a situação: "George Gosse, George Cross. Parece um teste de sobriedade".

## Vida posterior
Gosse foi investido com a sua Cruz de Jorge em Adelaide no dia 3 de Junho de 1948 pelo governador da Austrália do Sul, tenente-general Sir Willoughby Norrie. Ele continuou a servir no RANVR e aposentou-se em 1958. Ele permaneceu inventivo, criando muitos aparelhos e acessórios domésticos úteis, mas o seu interesse diminuiu assim que um desafio era ultrapassado. De acordo com a sua entrada no Australian Dictionary of Biography, o seu trabalho foi na sua maioria "nada espetacular". De 1946 a 1948, foi presidente do Sporting Car Club da Austrália do Sul.
Durante 1950, Gosse fez parte de uma campanha de recrutamento das forças armadas australianas em toda a Austrália do Sul, antes de desmaiar devido a tensão nervosa num comício em Renmark. Em 1953 fez parte do contingente enviado ao Reino Unido para a coroação da Rainha Isabel II, sendo condecorado com a Medalha de Coroação da Rainha Isabel II. Em 1964, viajou para o Reino Unido para uma reunião e juntou-se à Associação da Cruz Vitória e da Cruz de Jorge. Gosse faleceu devido a uma oclusão coronária em Maslin Beach no dia 31 de Dezembro de 1964 e foi cremado. O brigadeiro Sir John George Smyth, condecorado com a Cruz Vitória, escreveu que Gosse "sempre viveu bem no topo do mundo, como se cada dia fosse o último". Ele é homenageado nas paredes da Returned and Services League no Cemitério do Parque Centenário em Pasadena, Austrália do Sul.
O seu conjunto de medalhas é exibido no Hall of Valor no Memorial de Guerra Australiano. Uma enfermaria do antigo Repatriation General Hospital, Hollywood, na Austrália Ocidental (agora Hospital Privado de Hollywood) foi nomeada em sua homenagem.